# Красногузый азиатский трогон
Красногузый азиатский трогон (лат. Harpactes duvaucelii) — вид птиц из семейства трогоновых (Trogonidae).

## Описание
Имеет яркое оперение и разноцветный хвост, по которому определяют пол птицы.

## Биология
Красногузый азиатский трогон часто посещает верхние ярусы леса, так как ветви возле верхушки деревьев образуют своеобразные коридоры, открывающие широкий обзор.
Он всегда садится на ветвь дерева строго вертикально, чтобы было видно хвост. На ветвях птица проводит большую часть времени, практически не спускаясь на землю. Там же трогон находит свою основную пищу — насекомых и пауков.
Ночует красногузый азиатский трогон в заброшенных термитниках или пчелиных дуплах. Если он, подлетая к понравившемуся убежищу, обнаруживает там хозяев, то съедает сначала взрослых особей, а затем их личинок и куколок.

### Размножение
Красногузый азиатский трогон откладывает яйца на дно дупла, не делая для них мягкой подстилки. Самец выбирает себе пару на всю жизнь и вместе с самкой разделяет заботу по высиживанию яиц и кормлению птенцов.

## Ареал
Обитает во влажных тропических лесах Брунея, Индонезии, Малайзии, Мьянмы и Таиланда.